# مردم در برابر موری
مردم ایالت کالیفرنیا در برابر کانراد رابرت موری (به انگلیسی: People of the State of California v. Conrad Robert Murray) عنوان دادگاهی در شهر لس‌آنجلس برای محاکمهٔ دکتر کانراد موری به دلیل قتل عمد مایکل جکسون، موسیقی‌دان و صحنه‌گردان پرآوازهٔ اهل آمریکا است که در ۲۷ سپتامبر ۲۰۱۱ (‎۵ مهر ۱۳۹۰) آغاز شد و در ۳ نوامبر ۲۰۱۱ (‎۱۲ آبان ۱۳۹۰) بسته شد.
در ظهر روز ۷ نوامبر ۲۰۱۱ به وقت محلی (ساعت ۰۰:۴۵ بامداد ۱۷ آبان ۱۳۹۰ ه‍.ش) و در ۲۵اُمین روز از دادگاه، کانراد موری مجرم شناخته شد. جلسهٔ اعلام میزان مجازات کانراد موری در ۲۹ نوامبر ۲۰۱۱ برگزار شد و او به ۴ سال حبس در زندان‌های ایالتی محکوم شد. قاضی گفت که اگر قانون زمانی بیش از ۴ سال را برای جرم موری تعیین کرده بود، وی در صدور آن مجازات تردید نمی‌کرد.
دکتر کانراد موری که در چند ماه پایانی زندگی مایکل جکسون از او مراقبت می‌کرد، به دلیل سهل انگاری‌های بسیار باعث مرگ مایکل جکسون شد و با دروغ‌های بسیار همانند خودکشی مایکل قصد تبرئهٔ خود را داشت. به گفتهٔ قاضی، دکتر موری در جریان روند دادگاه هم به‌طور مدام دروغ گفته‌است.
در طول مدت ۶ هفته‌ای برگزاری این دادگاه ۲۴ جلسه‌ای، بیش از ۴۰۰ سند ارائه شد و ۴۹ شاهد نیز احضار شدند که بعضی از آن‌ها، دکتر، پلیس و حتی از میان دوست‌دختران کانراد موری بودند.
کانراد موری در طول مدت این دادگاه هرگز به جایگاه شهود نرفت تا وقایع روز مرگ مایکل را خودش توضیح دهد. بنا برگفته دنا کول، کارشناس قانونی و متخصص دادگاه‌های جنایی، این پزشک از ترس سئوالات پرتوان تیم دادستانی تصمیم گرفت از دادن شهادت و دفاع از خود خودداری کند: «دکتر موری باید به سئوالات زیادی دربارهٔ خلافکاری‌ها و سو رفتارهای خود پاسخ می‌داد که می‌توانست در نهایت به ضررش تمام شود و خوب البته حاضر نشد خود را در معرض این سئوالات قرار دهد.»

## مواردی که موری به خاطر آن‌ها دادگاهی شد
- کانراد موری که به عنوان یک متخصص قلب، صاحب یک کلینیک در لاس‌وگاس بود متهم شد که برای مایکل داروهایی غیرمجاز تجویز کرده؛ مهم‌ترین‌شان پروپوفول .براساس مدارک و شواهد، موری داروی ممنوعه برای مصرف خانگی را شخصاً از داروخانه‌ای در لاس‌وگاس تهیه کرده بود. طبق قوانین ایالات متحده تنها متخصصان بیهوشی اجازه‌ی تزریق داروهایی مثل پروپوفول را دارند و کانراد موری به عنوان یک متخصص قلب حق تزریق این دارو را به بیمارش نداشت.
- کانراد موری چند لیتر پروپوفول (propofol) را برای درمان بی‌خوابی مایکل جکسون خرید و پس از چند ساعت تزریق داروهای خواب‌آور مختلف، سرانجام بیهوش کنندهٔ قوی پروپوفول را به مایکل تزریق کرد و سپس او را تنها گذاشت تا به دستشویی برود و از تلفنش استفاده کند. (دارو پروپوفول برای درمان بی‌خوابی نیست و از آن فقط در عمل‌های جراحی طولانی مدت و برای بی‌هوش کردن بیمار استفاده می‌شود. تزریق دارو پروپوفول تنها توسط متخصص بیهوشی و در بیمارستان انجام می‌شود و علائم حیاتی فرد بیهوش باید بدون وقفه تحت کنترل پزشک باشد)
- زمانی که کانراد موری متوجه وضعیت بد مایکل شد، به جای کمک به او و انجام عملیات احیای قلبی، به جمع‌آوری بطری‌های دارو و پاک‌سازی صحنه پرداخت.
- کانراد موری از مأمور امنیتی مایکل خواست تا به جای برقراری تماس با اورژانس، به او در جمع‌آوری بطری‌های دارو کمک نماید.
- کانراد موری زمانی که داروها را جمع کرد، شروع به دادن تنفس مصنوعی و ماساژ قلبی بر روی تختی که مایکل رویش خوابیده بود کرد. (این در حالی است که عملیات احیا و ماساژ قلبی در صورتی اثر بخش است که بیمار بر روی سطحی سخت همانند زمین قرار گرفته باشد)
- تماس با مرکز فوریت‌های ۹۱۱، ۳۰ دقیقه بعد از آن که کانراد موری متوجه شد که مایکل نفس نمی‌کشد و ضربان ندارد.
- زمانی که پزشکان امدادگر فوریت‌های ۹۱۱ به محل رسیدند، کانراد موری در جواب پزشکان اورژانس که از او در مورد علت ایست قلبی مایکل و داروهایی که به وی داده‌است می‌پرسیدند، سکوت کرد و چیزی از تزریق داروی پروپوفول به آن‌ها نگفت.

## اعضا هیئت منصفه
انتخاب هیئت منصفه این دادگاه از ۸ سپتامبر ۲۰۱۱ (‎۱۷ شهریور ۱۳۹۰) در شهر لس‌آنجلس، کالیفرنیا برگزار شد. ۱۸۷ نفر که همگی دربارهٔ این پرونده مطلع بودند نامزد انتخاب در هیئت منصفه شده بودند که در آخر ۱۲ نفر انتخاب شدند که متشکل از ۷ مرد و ۵ زن هستند. ۶ نفر از اعضا هیئت منصفه سفیدپوست، ۵ نفر از آن‌ها اسپانیایی و یک نفر نیز سیاه‌پوست است. ۵ عضو جایگزین نیز متشکل از ۳ زن و ۲ مرد است.

## شرح جلسات دادگاه

### جلسه نخست
جلسهٔ نخست دادگاه در ۲۷ سپتامبر ۲۰۱۱ و در ساعت ۱۲:۲۳ به صورت رسمی آغاز شد. در بیرون دادگاه هواداران مایکل جکسون و کانراد موری صف بسته بودند. دو هواپیما از هواداران دو طرف در آسمان، پلاکاردهایی را می‌چرخاندند: «خدا دکتر موری را حفظ کند. او بیگناه است». و پلاکاردی با عکس مایکل جکسون: «ایالات متحده و دنیا برای مایکل عدالت می‌خواهد».
در این جلسه، نواری صوتی از مکالمهٔ مایکل مربوط به روز ۱۰ مه ۲۰۰۹ (‎۲۰ اردیبهشت ۱۳۸۸) (۴۵ روز پیش از درگذشتش) که بر روی آیفون کانراد موری یافت شده بود، برای اولین بار پخش شد. پزشک موری صدای مایکل را در حال بیان کلمات زیر ضبط کرده بود. بخشی از این مکالمه به دلیل آنچه که به گیجی ناشی از تحت تأثیر دارو بودن مایکل تعبیر شده‌است، قابل شنیدن نیست.
مایکل در این نوار صوتی با صدایی بم و گرفته، در مورد کنسرت‌های این آخرش است سخن می‌گوید:

ما باید خارق‌العاده باشیم. وقتی مردم سالن کنسرت را ترک می‌کنند، وقتی مردم نمایش من را ترک می‌کنند می‌خواهم با خودشان بگویند که هرگز چنین چیزی در زندگی‌شان ندیده‌اند. شگفت‌انگیز است. او بزرگترین هنرمند صحنه در دنیاست؛ و من پولش را برمی‌دارم و یک بیمارستان برای میلیون‌ها کودک دنیا می‌سازم. بزرگترین بیمارستان دنیا. بیمارستان کودکان مایکل جکسون.

امیر ویلیامز، دستیار شخصی و واسطهٔ بین مایکل جکسون و مأموران امنیتی و کارمندان ارشدش در مورد این نوار صوتی گفت که هرگز ندیده بود مایکل این گونه سخن بگوید و [از شنیدن این نوار] بسیار متأثر گشته‌است. دادستان پرونده، ویوید والگرن از این نوار برای نشان دادن وضعیت بد مایکل بعد از تجویز داروهای قوی خواب‌آور توسط دکتر موری استفاده کرد.
دادستان عکس‌هایی از اجرای مایکل، تنها ۱۲ ساعت پیش از مرگش که بر روی صحنهٔ استیپلز سنتر در حال اجرای ترانه و رقص بود را نمایش داد و همچنین یک عکس از مایکل، زمانی که بی‌جان بر روی تخت بیمارستان بود به نمایش درآمد.

### جلسه دوم
جلسهٔ دوم دادگاه در ۲۸ سپتامبر ۲۰۱۱ برگزار شد. در این جلسه، کتی جوری، وکیلی که متن قرارداد کانراد موری را با کمپانی AEG امضاء کرد بود، مایکل امیر ویلیامز، دستیار شخصی مایکل جکسون، پال گانگ ور، از مدیران کمپانی AEG، شهادت دادند.

### جلسه سوم
جلسهٔ سوم دادگاه در روز ۲۹ سپتامبر ۲۰۱۱ برگزار شد. در این جلسه، آلبرتو آلوارز یکی از مأموران امنیتی مایکل جکسون که مسئول تدارکات بود، شهادت داد که موری پیش از آنکه از وی بخواهد با اورژانس ۹۱۱ تماس بگیرد، به او گفت در جمع‌آوری شیشه‌های دارو و آمپول‌ها به وی کمک نماید. او دستور را اطاعت کرد زیرا موری یک پزشک بود و آلوارز به او اطمینان داشت. آلوارز فکر می‌کرد این داروها برای کمک به مایکل به بیمارستان برده خواهند شد. آلوارز از موری می‌پرسد که چه اتفاقی افتاده‌است و موری در پاسخ به آلوارز می‌گوید که مایکل یک واکنش بد نشان داده‌است و سپس: «او (کانراد موری) یک مشت از شیشه‌های دارو را برداشت و درون کیفی گذاشت و به من گفت که کمکش کنم».
همچنین در این جلسه، آلبرتو آلوارز فاش کرد که موری از او پرسیده‌است که آیا تنفس مصنوعی می‌داند یا خیر، زیرا او تا حالا به کسی تنفس مصنوعی نداده‌است. دکتر موری به آلوارز گفت:
این نخستین باری است که تنفس دهان به دهان به کسی می‌دهم. اما مجبورم چون او دوستم است!
همچنین آلوارز گفت که مایکل شب پیش از فوتش سرحال و شاد به نظر می‌رسید: «بسیار شادمان بود. دقیقاً به خاطر می‌آورم که سرحال بود».
شاهد دیگر این روز کای چیس، آشپز خانهٔ مایکل بود. او گفت که کانراد موری در زمانی بین ۱۲:۰۵ تا ۱۲:۱۰، (کانراد موری ساعت ۱۱:۵۱ دقیقه متوجه شد که مایکل نفس نمی‌کشد) با حالتی عصبی از پله‌ها پایین آمد و فریاد زد که «پرنس (پسر ارشد مایکل جکسون) را خبر کن. مأموران را خبر کن. برو کمک بیاور.»

## جلسهٔ ۲۵: اعلام حکم مجرم بودن کانراد موری
هیئت منصفه در ظهر روز ۷ نوامبر ۲۰۱۱ (ساعت ۲۳:۴۵ روز ۱۶ آبان ۱۳۹۰ ه‍.ش) اعلام کرد که بر سر پروندهٔ قتل مایکل جکسون به توافق رسیده‌اند. این توافق پس از ۲ روز رایزنی اعضای هیئت منصفه در پشت درهای بسته بدست آمده بود. در پی اعلام این خبر، افراد خانوادهٔ جکسون و تیم وکلای کانراد موری به همراه شخص وی به دادگاه رفتند. در ساعت ۰۰:۴۵ بامداد به وقت تهران یکی از کارکنان دادگاه رأی صادره را قرائت کرد و دکتر کانراد رابرت موری در قتل غیرعمد مایکل جکسون «جنایتکار» شناخته شد. در لحظهٔ اعلام کلمهٔ «جنایتکار» صدای فریاد لاتویا جکسون، خواهر مایکل شنیده شد اما دادگاه به سرعت به وضع عادی بازگشت. پس از خوانده شدن حکم، قاضی دادگاه، مایکل پاستور از تمام ۱۲ عضو هیئت منصفه پرسید که آیا شخصاً رأی خوانده شده را تأیید می‌کنند یا خیر. پاسخ‌ها همگی آن‌ها مثبت بود.

## وضعیت کانراد موری پس از اعلام حکم گناهکاری
بلافاصله پس از آن که رأی دادگاه بر گناهکاری کانراد موری خوانده شد، پلیس‌های مستقر در دادگاه به دستان کانراد موری از پشت دستبند زدند. وکلای این دکتر از قاضی خواستند که موری تا روز اعلام میزان مجازاتش به قید وثیقه آزاد شود اما قاضی در پاسخ گفت:
او در یک پروندهٔ قتل جنایتکار شناخته شده‌است … رفتار بی‌پروای دکتر کانراد موری در این پرونده ثابت کرد که او برای جامعه خطرناک است … امنیت جامعه ایجاب می‌کند که تا زمان اعلام مجازات در حبس بماند … وثیقه پذیرفتنی نیست.
کانراد موری همینک در زندانی در شهر لس‌آنجلس تحت تدابیر بسیار شدید امنیتی قرار دارد. او تحت نظر است تا مبادا مبادرت به خودکشی نماید. یک افسر پلیس که نخواست نامش فاش شود گفته‌است آن‌ها دستور اکید دریافت کرده‌اند که تمام مدت موری را زیر نظر داشته باشند تا اقدام به خودکشی نکند. همچنین او با دیگر زندانیان تماس ندارد و در یک سلول اختصاصی نگهداری می‌شود. پلیس از این ترس دارد که هواداران مایکل جکسون در میان زندانیان مبادرت به آسیب رساندن به وی نمایند.
کانراد موری در ایالت‌های تگزاس، کالیفرنیا و نوادا و همچنین جزایر هاوایی دارای پروانهٔ پزشکی بود که در پی اعلام حکم دادگاه، پروانهٔ پزشکی او در ایالت‌های کالیفرنیا و نوادا برای همیشه از اعتبار ساقط شد و دیگر تا پایان عمرش نمی‌تواند در این دو ایالت طبابت کند.
کنراد مورای (موری) در روز دوشنبه۶ آبان ۱۳۹۲(۲۸ اکتبر ۲۰۱۳)از زندان خلاصی یافت درحالیکه از مرگ جکسون ناراحت نبود و اعلام کرده بود او برای جامعه مضر بوده‌است. **